# فيغويروليس
بلدية فيغويروليس (بالإسبانية: Figueroles)‏، هي إحدى بلديات مقاطعة كاستيلون التي تقع في منطقة بلنسية، في شرق إسبانيا.
يبلغ عدد سكانها 571 نسمة وفقاً لإحصائية سنة (2006).